# Tijs de Bree
 Tijs Adriaan (Tijs) de Bree (Utrecht, 26 april 1977) is een Nederlandse ingenieur, organisatieadviseur, PvdA-politicus en bestuurder. Sinds 19 juni 2019 is hij gedeputeerde van Overijssel.

## Biografie

#### Maatschappelijke carrière
De Bree ging van 1989 tot 1995 naar het gymnasium op het Wagenings Lyceum. Van 1995 tot 1998 studeerde hij lucht- en ruimtevaarttechniek en van 1999 tot 2005 technische bestuurskunde aan de Technische Universiteit Delft. Van 1996 tot 1999 was hij vennoot en ondernemer van  Kluswacht Delft. Van 2000 tot 2002 was hij taxichauffeur bij Delfia Taxi te Delft.
Van 2002 tot 2003 was De Bree student-assistent bij de Technische Universiteit Delft. Van 2004 tot 2005 was hij adviseur bij Conclusion Business Consultants te Utrecht en in 2006 bij KPMG Cambridge Technology te Den Haag. Daarna was hij van 2007 tot 2011 onderzoeker aan de Universiteit Twente. Van 2010 tot 2019 was hij eigenaar en adviseur van een organisatieadviesbureau genaamd deBreedte.

#### Politieke carrière
Van 2011 tot 2019 was De Bree namens de PvdA lid van de Provinciale Staten en fractievoorzitter van Overijssel. Daarvoor was hij ook al korte tijd fractiemedewerker voor de PvdA. Hij stelde zich niet verkiesbaar voor de Provinciale Statenverkiezingen van 2019.
Sinds juni 2019 is De Bree gedeputeerde van Overijssel. Tot juli 2023 had hij Energietransitie, Milieu, Arbeidsmarkt (incl. Human Capital Agenda) en Handhaving in zijn portefeuille. Sinds juli dat jaar heeft hij Energietransitie, Sociale agenda, Cultuur, Milieu en Financiën in zijn portefeuille.

#### Privéleven
De Bree is geboren in Utrecht en getogen in de buurt van Wageningen. Hij is getrouwd en heeft drie kinderen.